# Sukagawa
Sukagawa (須賀川市 Sukagawa-shi?) es una ciudad localizada en la prefectura de Fukushima, Japón. En junio de 2019 tenía una población de 75.776 habitantes y una densidad de población de 271 personas por km². Su área total es de 279,43 km².

## Geografía

### Municipios circundantes
- Prefectura de Fukushima
  - Kōriyama
  - Ten'ei
  - Kagamiishi
  - Tamakawa
  - Hirata

## Demografía
Según datos del censo japonés, la población de Sukagawa se ha mantenido estable en los últimos años.
| Año del censo | Población |
| ------------- | --------- |
| 1995          | 77.020    |
| 2000          | 79.409    |
| 2005          | 80.364    |
| 2010          | 79.267    |
| 2015          | 77.441    |